# Scelotes duttoni
Scelotes duttoni — вид сцинкоподібних ящірок родини сцинкових (Scincidae). Ендемік Мозамбіку.

## Поширення і екологія
Scelotes duttoni є ендеміками острова Бенгерра в архіпелазі Базаруто. Вони живуть серед прибережних дюн, порослих чагарниками.